# Belleair (Floride)
Pour les articles homonymes, voir Belleair.
Belleair est une petite ville des États-Unis située dans le comté de Pinellas, dans l'ouest de la Floride. Elle se trouve au sud de l'agglomération de Clearwater.

## Histoire

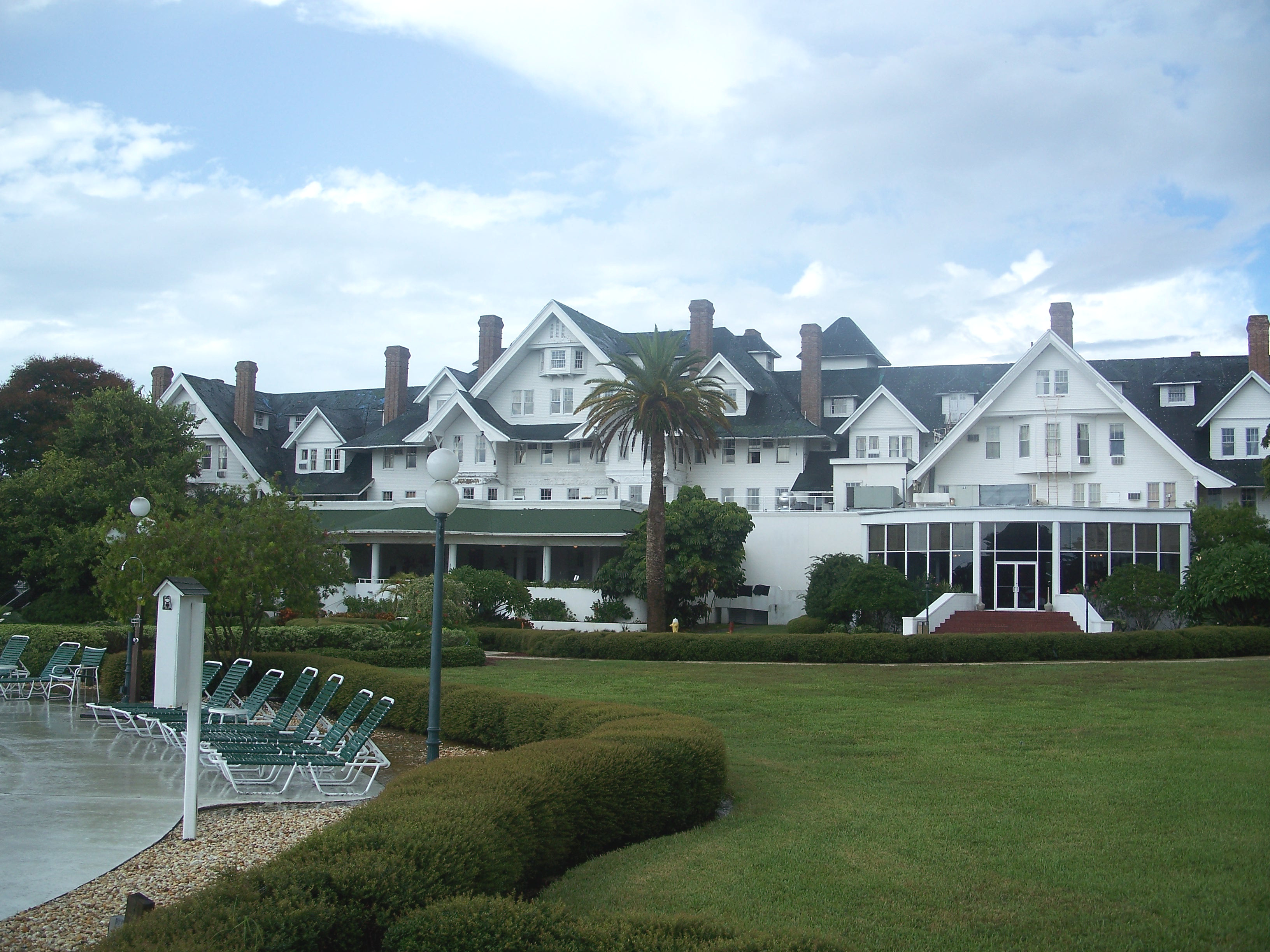
L'hôtel Belleview-Biltmore en 2007.

Belleair est devenue une destination touristique grâce à l'Hôtel Bellevue (en), construit par le magnat du rail Henry Bradley Plant en 1897. Des quartiers résidentiels ont ensuite été créés à proximité.
Inscrit au Registre national des lieux historiques en 1979, l'hôtel a fermé en 2009 et a été  démoli en 2015. La seule aile préservée a été déplacée et a rouvert en décembre 2018.

## Démographie
| 1930 | 1940 | 1950 | 1960  | 1970  | 1980  |
| ---- | ---- | ---- | ----- | ----- | ----- |
| 212  | 218  | 961  | 2 456 | 2 962 | 3 673 |

| 1990  | 2000  | 2010  | - | - | - |
| ----- | ----- | ----- | - | - | - |
| 3 968 | 4 067 | 3 869 | - | - | - |